# Distant Cousins
Distant Cousins (titulada Primos lejanos en Hispanoamérica y Visita inesperada en España) es una película estadounidense de 1993 dirigida por Andrew Lane. Fue protagonizada por Mel Harris, David Keith, William Katt, Mary Crosby, Brian Bonsall, Marg Helgenberger, Cyndi Pass y John O'Leary. Distribuida por New Line Cinema, la película se estrenó el 16 de mayo de 1993 en Estados Unidos.

## Sinopsis
Un familiar distante (William Katt) y su caprichosa novia (Mel Harris) planean asumir la vida de un inocente ejecutivo (David Keith) y su familia. 

## Reparto
- Mel Harris - Katherine June Sullivan
- David Keith - Harry Young
- William Katt - Richard Sullivan
- Mary Crosby - Marcie
- Brian Bonsall - Alex Sullivan
- Marg Helgenberger - Connie
- Cyndi Pass - Sra. Simms
- John O'Leary - Sr. Williams